# Nemopterella dyscrita
Nemopterella dyscrita är en insektsart som beskrevs av Bo Tjeder 1967. Nemopterella dyscrita ingår i släktet Nemopterella och familjen Nemopteridae. Inga underarter finns listade i Catalogue of Life.